# أندرهيل (ويسكونسن)
أندرهيل (بالإنجليزية: Underhill, Wisconsin)‏ هي بلدة تقع بولاية ويسكونسن في الولايات المتحدة. تبلغ مساحتها 92.2 (كم²)، وترتفع عن سطح البحر 255 م، بلغ عدد سكانها 846 نسمة في عام 2000 حسب إحصاء مكتب تعداد الولايات المتحدة وتصل الكثافة السكانية فيها 9.3 نسمة/كم2.

## وصلات خارجية
- http://townofunderhill.com/
- The US50 - Cities and Towns in Wisconsin State
- Wisconsin Cities and Towns, Facts, Map, Flag, Colleges, Government, and More